# 留居道
留居道（926年—995年），泉州南安县桃林场留湾（今永春县桃城镇留安社区）人，五代十国至北宋初期人物。
留居道是清源军节度使留从效的族子和义子，统领本部兵马。北宋成立时（960年），任泉州招讨使。北宋建隆二年（961年），判莆田县事，建造新的县署。建隆三年（962年），为知莆田县事。留居道因喜欢赤湖（今莆田市仙游县枫亭镇东宅村留宅自然村）山水胜地，遂在此建造府第，定居于此。北宋开宝年间（968年－975年）仕官，累官赠尚书左仆射。
留居道曾经商至安南（今越南），带回荔枝种苗18株，称“十八娘子”。